# Alfredo Cairati
Alfredo Cairati (Milano, 18 agosto 1875 – Zurigo, 2 febbraio 1960) è stato un musicista, compositore e direttore d'orchestra italiano.

## Biografia
Alfredo Cairati è cresciuto a Milano. Dal 1884 al 1894 studiò pianoforte e direzione d'orchestra con Carlo Andreoli e Giuseppe Frugatta e composizione con Giuseppe Bazzini al Regio Conservatorio di Milano. Nel 1896 completò i suoi studi di composizione presso l'Accademia Reale di Musica di Monaco nella master class di Josef Rheinberger.
I suoi genitori erano il musicista e direttore d'orchestra Giuseppe Cairati e la cantante lirica Ernersta Maj. La figlia Giuseppina fu musicista e il nipote Vittorio Raschèr fu linguista, filologo e direttore d'orchestra.

## Maestro di Canto
Cairati inizialmente ha lavorato come direttore d'orchestra a Milano e dopo tour di concerti si è stabilito come pianista a Berlino nel 1908. Lì ha lavorato come compositore e insegnante di canto. Dal 1908 al 1916 ha lavorato come insegnante di canto al Conservatorio Stern. Nel 1916 si trasferisce a Zurigo con la sua famiglia. Lì lavorò come insegnante di musica e compositore e fondò l'Accademia di Canto e il Coro Madrigale (Camerata dei Madrigalisti), con cui scrisse numerose opere italiane, soprattutto del XVII e XVIII secolo. Century ha portato alla performance. Nel 1922 divenne insegnante di canto e direttore di coro presso la Hochschule für Musik di Stoccarda e nel 1925 fondò la casa editrice Edition Euterpe.
Furono suoi allievi:
- Else Böttcher[5] (1905 – 1991), cantante d'opera
- Hermann Boettcher (1866–1935), attore di teatro e cinematografico
- Franz Egenieff (1874–1949), cantante d'opera e attore cinematografico
- Marie Ekeblad[6][7] (1875[?]–1925[?]), cantante d'opera
- Birgit Engell (1882–1973), cantante d'opera
- Willy Frey[8] (1901 – 1986), cantante d'opera
- Heinz Huggler[9] (1911 – 1980), cantante d'opera
- Libero de Luca[10] (1913–1997), cantante d'opera
- Bruno Manazza[11] (1912–1969), cantante d'opera
- Giuseppe Masina[12] (1927), cantante d'opera
- Hannah von Mettal (1884–1966), traduttrice
- Fridolin Mosbacher[13] (1921–1959), cantante d'opera
- Vittorio Raschèr (1931–2012), romanista e direttore d'orchestra
- Hermann Rieth ([?]–[?]), cantante d'opera
- Alfred Stern (1901–1982), musicista e compositore
- Siegfrid Tappolet[14] (1901–1970), cantante d'opera
- Erma Zarska[15] (1889-1971), Opernsängerin
- Erno Zürrer[16] ([?]–[?]), cantante d'opera

## Composizioni
Cairati ha composto principalmente musica drammatica e opere vocali, ma anche musica strumentale e arrangiamenti, principalmente per ensemble da camera o pianoforte.

### Drammi musicali
- Giorgione (Oper in 3 Akten)
- Der Affenpavillon (Operette)
- Der erste Frack (Opernidyll)
- Storiella del parco di Lorch (fantasia musicale)
- Un sogno (fantasia lirica)

### Musica vocale
- Alba
- Alcandro, lo confesso
- Ave Maria
- Barcarole
- Brindisi
- Cantando in selva amena
- Dein Lachen
- Galgenlieder
- Herbststimmung
- Kammersuite
- La madre di Gesù
- Microcosmo
- Missa
- Das Narrenhaus
- Psalmus 14 und 30
- Die Toten
- Weihnachtslied

### Musica strumentale
- La divina commedia
- Elegie italienne
- Fantasieconcert
- Gara die velocipedi
- Migrar di rondini
- Pantomime
- Six pensées poëtiques
- Un sogno
- Walzer
- Weihnachtsgavotte

### Arrangiamenti
- Eugen d'Albert: Melodische Scenen aus Tiefland per la Tri-Ergon Photo-Electro-Records (Tri-Ergon TE 1155), suonate dal Berliner Konzert-Orchester diretta da O. A. Evans
- Giulio Caccini: Amarilli; La canzone popolare italiana
- Giacomo Carissimi: Historia di Jephte
- Franz Lehár: Dein ist mein ganzes Herz
- Ruggero Leoncavallo: Bouquet di melodie per pianoforte dell'opera La Bohème (N. di cat. 976)[18]
- Wolfgang Amadeus Mozart: Per questa bella mano; Schon lacht der holde Frühling
- Giovanni Battista Pergolesi: Nina
- Jean Sibelius: Terza sinfonia
- Giuseppe Tartini: Cofitebor; Lento serioso
- Antonio Vivaldi: Credo

## Vita privata
Cairati era sposato con la scultrice Vittoria Bosco (1887-1979). Dal matrimonio sono nati Giuseppina Cairati (1906-1996) e Cornelio Cairati (1909-91).